# Lionel Boniface de Castellane-Majastres
El marqués Lionel Boniface de Castellane-Majastres (Gardegan e Tortirac, Gironda, 28 de setembre de 1891 - Besiers, 29 de novembre de 1965) va ser un tirador d'esgrima, especialista en floret, francès que va competir a començaments del segle xx.
El 1920 va prendre part en els Jocs Olímpics d'Anvers, on disputà dues proves del programa d'esgrima. En la competició de floret per equips guanyà la medalla de plata, mentre en la de floret individual quedà eliminat en sèries.